# Croton lamdongensis
Espèce
Classification APG III (2009)
Croton lamdongensis est une espèce de plantes à fleurs du genre Croton et de la famille Euphorbiaceae présente au Viêt Nam.